# Laticauda semifasciata
Laticauda semifasciata é uma espécie de serpente-marinha da ordem Squamata, família Elapidae. Possui um potente veneno. Vive nos mares do Sudeste Asiático e da Austrália.